# Geron mystacinus
Geron mystacinus är en tvåvingeart som beskrevs av Mario Bezzi 1924. Geron mystacinus ingår i släktet Geron och familjen svävflugor. Inga underarter finns listade i Catalogue of Life.